# Tokushima (cidade)
Tokushima (徳島市, Tokushima-shi) é a capital da prefeitura de Tokushima, localizada no leste da ilha de Shikoku, Japão
Em 2003, a cidade tinha uma população estimada em 267 343 habitantes e uma densidade populacional de 1 398,02 h/km². Tem uma área total de 191,23 km².
Recebeu o estatuto de cidade a 1 de Outubro de 1889.

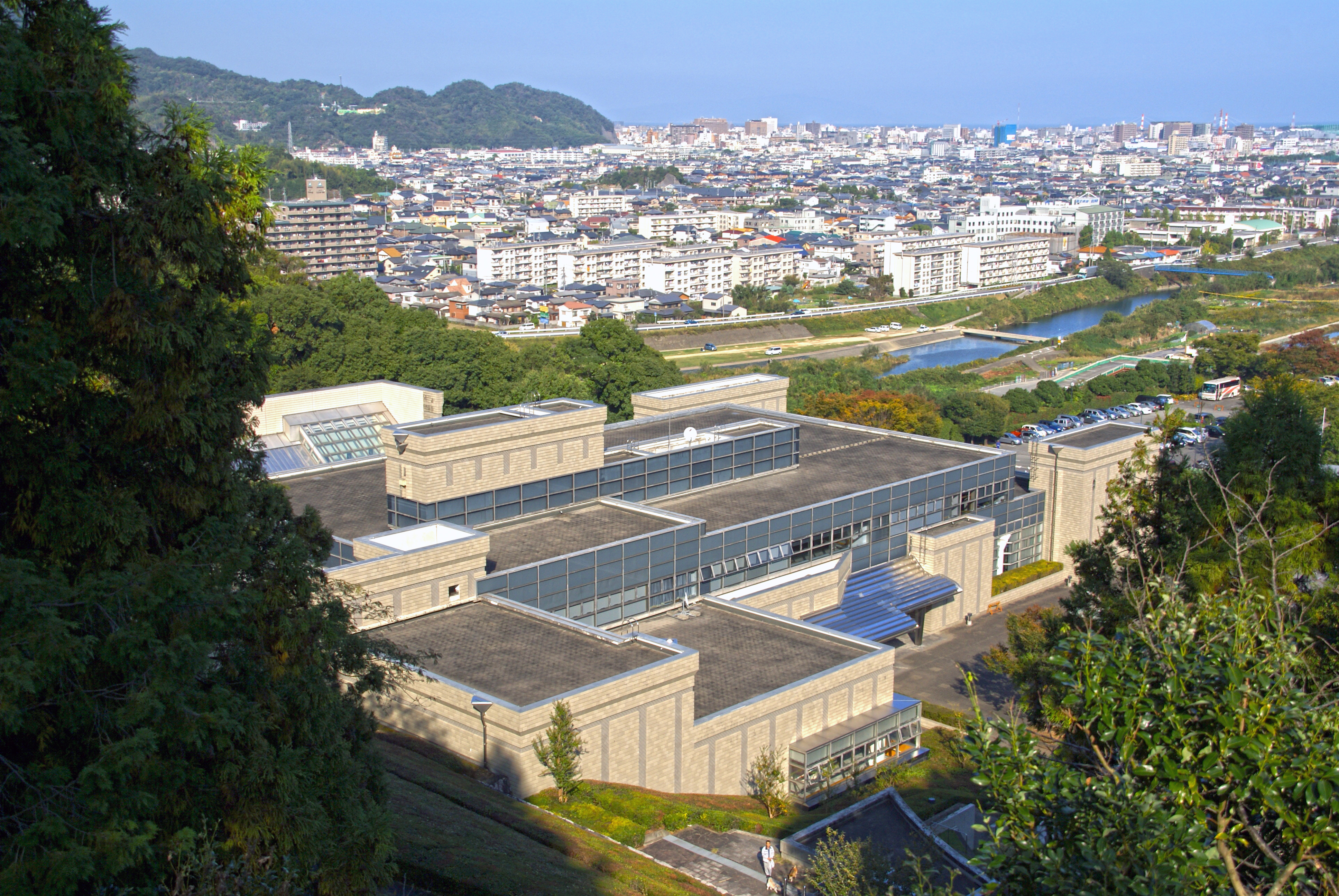
Biblioteca da Prefeitura de Tokushima

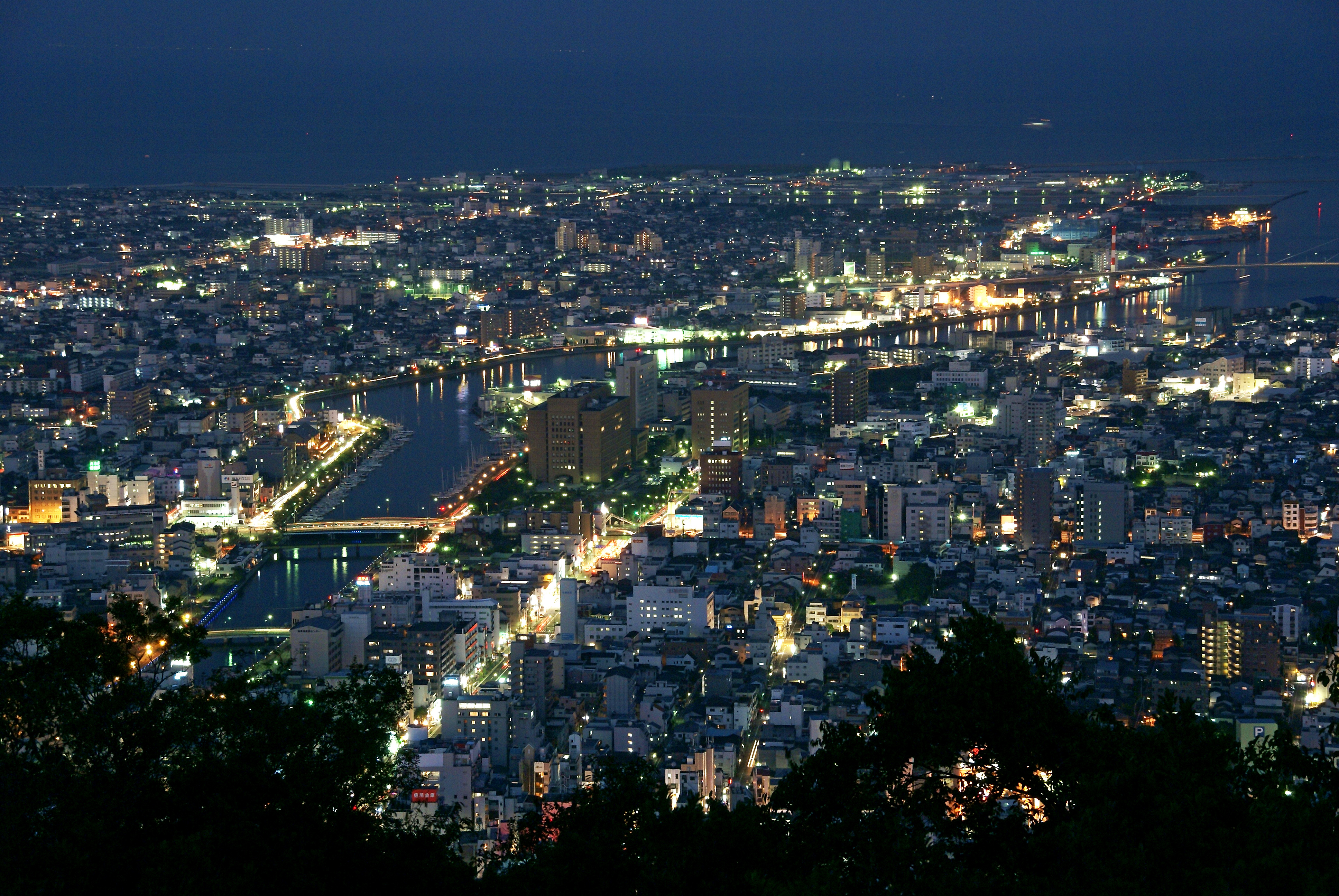
Vista noturna de Tokushima

## Cidades-irmãs
- Sanigaw, Estados Unidos
- Leiria, Portugal
- Dandong, China